# Šo Sasaki
Šo Sasaki (japonsky 佐々木 翔, * 2. října 1989) je japonský fotbalista.

## Klubová kariéra
S kariérou začal v japonském klubu Ventforet Kofu. V roce 2015 přestoupil do klubu Sanfrecce Hiroshima. Titul získal v roce 2015, byl vicemistrem v roce 2018.

## Reprezentační kariéra
Jeho debut za A-mužstvo Japonska proběhl v zápase proti Kostarice 11. září 2018. S japonskou reprezentací se zúčastnil Mistrovství Asie ve fotbale 2019. S týmem získal stříbrné medaile. Sasaki odehrál za japonský národní tým celkem 9 reprezentačních utkání.

## Statistiky
| Japonsko | Japonsko | Japonsko |
| Roky     | Záp.     | Góly     |
| -------- | -------- | -------- |
| 2018     | 3        | 0        |
| 2019     | 6        | 0        |
| Celkem   | 9        | 0        |

## Úspěchy

### Klubové
Sanfrecce Hiroshima
- J1 League: Vítěz; 2015

### Reprezentační
- Mistrovství Asie: ; 2019